# Onii-chan wa Oshimai!
Onii-chan wa Oshimai! (Nhật: お兄ちゃんはおしまい!) là một bộ truyện tranh Nhật Bản hài đời thường do Nekotofu sáng tác. Hiện đã có mười tập truyện được xuất bản.
Truyện ban đầu được tác giả đăng trên hai trang mạng pixiv và Niconico Seiga từ năm 2017. Tạp chí Gekkan Comic Rex của Ichijinsha có xuất bản các chương truyện từ tháng 4 năm 2019. Tính đến tháng 4 năm 2022, lượng phát hành truyện đạt 500.000 bản, bao gồm bản vật lý và bản điện tử. Anime chuyển thể do Studio Bind thực hiện bắt đầu lên sóng trên truyền hình Nhật từ tháng 1 cho đến tháng 3 năm 2023. Bộ truyện đã đạt được xếp hạng cao, mặc dù nhận về sự đón nhận trái chiều từ các nhà phê bình.

## Cốt truyện
Oyama Mahiro là một hikikomori, cậu là game thủ nghiện thể loại khiêu dâm, ngày nọ đã bị em gái mình, Oyama Mihari, cho uống viên thuốc kì lạ khiến cơ thể cậu biến dạng thành một cô gái trẻ. Giờ đây, Mahiro phải học cách thích nghi với thân hình mới này và cố gắng hòa nhập với cuộc sống mới như một nữ học sinh cấp hai.

## Nhân vật
- Phần trong ngoặc đánh dấu dàn seiyuu có tham gia lồng tiếng trong cả drama CD và anime.

Oyama Mahiro (緒山 真尋)
Lồng tiếng bởi: Kouno Marika (drama CD, anime)
Trước đây là một nam thanh niên NEET nghiện thể loại game khiêu dâm (eroge). Ngày nọ, cậu tỉnh dậy trong thân hình của một bé gái sơ trung, do uống phải nước thuốc mà em gái cậu sáng chế. Trong thời gian thích nghi với cơ thể này, Mahiro tiếp tục cắp sách đến trường. Mahiro thích chơi trò chơi điện tử và chủ yếu ở nhà trước khi bị biến thành con gái. Người ta lưu ý rằng trước khi bắt đầu bộ truyện, cậu đã không rời khỏi nhà trong hai năm. Theo Mihari, Mahiro không phải lúc nào cũng như vậy.
Oyama Mihari (緒山 みはり)
Lồng tiếng bởi: Ishihara Kaori (drama CD, anime)
Em gái của Mahiro, từ nhỏ là một thiên tài trong học tập lẫn thể thao. Do có trí thông minh vượt trội nên cô đã vượt nhiều lớp nên hiện là một tiến sĩ và là sinh viên đại học, thích làm nghiên cứu kỳ lạ tại nhà. Một ngày nọ, Mihari phát triển một loại thuốc có thể biến đổi giới tính và tiến hành thí nghiệm lên người anh của mình. Cô đã phát triển một loại thuốc biến anh trai mình thành một nữ sinh cấp hai trong dự án "Dự án phục hồi Onii-chan" của cô. Sau khi Mahiro biến thành con gái, cô đảm nhận vai trò là "chị gái" của Mahiro, đáp ứng mong muốn có một em gái từ lâu của mình.
Hozuki Kaede (穂月 かえで)
Lồng tiếng bởi: Kanemoto Hisako (drama CD, anime)
Bạn học thời sơ trung của Mihari và là một gyaru. Cô là chị gái của Momiji. Cô giỏi nấu ăn và sử dụng mỹ phẩm trang điểm. Cô cũng làm việc bán thời gian tại một nhà hàng thức ăn nhanh. Kaede được Mahiro yêu quý và coi là một "người chị gái" hơn Mihari.
Hozuki Momiji (穂月 もみじ)
Lồng tiếng bởi: Tsuda Minami (drama CD, anime)
Em gái của Kaede và bạn cùng lớp của Mahiro. Cô có tính cách tomboy (thích mặc quần hơn là váy) và rất "ngưỡng mộ" Mahiro. Cô là bạn của Asahi lúc tiểu học và thân nhất. Asahi hay gọi Momiji là "Momijiro" vì cô hay buộc búi tóc thấp như samurai.
Ōka Asahi (桜花 あさひ)
Lồng tiếng bởi: Yūki Kana
Bạn cùng lớp của Momiji. Cô ấy có tính cách năng động nhưng lại không đạt thành tích tốt trong các bài kiểm tra. Cô có thói quen đặt biệt danh cho bất kỳ ai mình gặp, và đôi khi những biệt danh này được những người bạn khác của cô đặt cho. Cô gọi Mahiro là "Mahiron", Miyo là "Miyochin", Momiji là "Momijiro" và Nayuta là "Nayutan".
Murosaki Miyo (室崎 みよ)
Lồng tiếng bởi: Hioka Natsumi
Bạn cùng lớp của Momiji. Cô ấy quan tâm đến yuri và cố gắng che giấu điều đó một cách kém cỏi. Cô thích tưởng tượng bạn bè mình trong những tình huống lãng mạn. Miyo có vòng 1 nở nang hơn đáng kể so với các bạn cùng lớp và cảm thấy xấu hổ về điều đó.

## Sản xuất
Trước khi tạo ra bộ truyện, tác giả của Onimai, Nekotofu - là một fan hâm mộ của thể loại anime và manga "biến đổi giới tính", bao gồm các tác phẩm như Ranma ½, Kashimashi: Girl Meets Girl, và Idol Pretender. Do đó, Nekotofu đã ấp ủ niềm đam mê từ lâu trong việc tạo ra những bộ truyện như vậy của riêng mình và được truyền cảm hứng để làm điều đó sau khi xem Your Name. Anh cũng được thúc đẩy bởi phản ứng tích cực đối với một doujinshi mà mình đã tạo ra cũng có các yếu tố biến đổi giới tính tương tự. Nekotofu bắt đầu tự xuất bản Onimai trên Pixiv vào tháng 1 năm 2017 và sau đó là Niconico Seiga, nơi nó trở nên phổ biến hơn đáng kể. Vào tháng 4 năm 2019, manga bắt đầu đăng dài kỳ trên tạp chí Comic Rex hàng tháng của Ichijinsha. Nekotofu tiếp tục tự xuất bản bộ truyện trực tuyến và sản xuất doujinshi với sự cho phép của Ichijinsha.

## Truyền thông

### Manga
Viết và minh họa bởi Nekotofu, Onimai: I'm now your sister! bắt đầu xuất bản nhiều kỳ trực tuyến thông qua Pixiv và các nền tảng khác vào năm 2017. Nó cũng bắt đầu xuất bản trên tạp chí Monthly Comic Rex của Ichijinsha vào ngày 27 tháng 4 năm 2019. Tính đến tháng 7 năm 2025, mười tập tankōbon đã được Ichijinsha phát hành. Ở Bắc Mỹ, Kodansha USA đang xuất bản bộ truyện dưới dạng kỹ thuật số bằng tiếng Anh.

#### Danh sách tập truyện
| #  | Ngày phát hành Nhật                                             | ISBN Nhật                                                       |
| -- | --------------------------------------------------------------- | --------------------------------------------------------------- |
| 1  | 27 tháng 6, 2018                                                | 978-4-7580-6750-8                                               |
| 2  | 26 tháng 1, 2019                                                | 978-4-7580-6792-8                                               |
| 3  | 27 tháng 9, 2019                                                | 978-4-7580-6828-4                                               |
| 4  | 27 tháng 7, 2020                                                | 978-4-7580-6883-3                                               |
| 5  | 27 tháng 5, 2021                                                | 978-4-7580-6917-5                                               |
| 6  | 27 tháng 4, 2022                                                | 978-4-7580-6977-9                                               |
| 7  | 7 tháng 1, 2023 (bản thường) 7 tháng 1, 2023 (bản đặc biệt)     | 978-4-7580-8400-0 (bản thường) 978-4-7580-8401-7 (bản đặc biệt) |
| 8  | 27 tháng 11, 2023 (bản thường) 27 tháng 11, 2023 (bản đặc biệt) | 978-4-7580-8456-7 (bản thường) 978-4-7580-8457-4 (bản đặc biệt) |
| 9  | 27 tháng 9, 2024 (bản thường) 27 tháng 9, 2024 (bản đặc biệt)   | 978-4-7580-8582-3 (bản thường) 978-4-7580-8583-0 (bản đặc biệt) |
| 10 | 26 tháng 7, 2025 (bản thường) 26 tháng 7, 2025 (bản đặc biệt)   | 978-4-7580-8756-8 (bản thường) 978-4-7580-8757-5 (bản đặc biệt) |

### Drama CD
Drama CD (CD chính kịch) gồm bốn phần của truyện được GRINP phân phối vào ngày 30 tháng 4 năm 2018. CD có sự tham gia của hai seiyuu Kouno Marika và Ishihara Kaori khi cả hai lần lượt góp giọng vào nhân vật Mahiro và Mihari.

### Anime
Bản anime chuyển thể được công bố vào ngày 22 tháng 4 năm 2022. Studio Bind sản xuất loạt anime và Fujii Shingo phụ trách đạo diễn, kịch bản biên soạn bởi Yokote Michiko, Imamura Ryo thiết kế nhân vật, Achiba Daisuke và Okehazama Alisa cộng tác làm nhạc nền. Anime lên sóng truyền hình Nhật Bản từ ngày 5 tháng 1 năm 2023. Ca khúc mở đầu là "Identeitei Meltdown" (アイデン貞貞メルトダウン) thể hiện bởi P Maru-sama và Enako, bài hát cuối anime là "Himegoto*Cry Sisters" (ひめごと＊クライシスターズ) trình bày bởi Kōno Marika, Ishihara Kaori, Kanemoto Hisako và Tsuda Minami.
Crunchyroll được cấp phép phát hành anime bên ngoài khu vực châu Á. Medialink được cấp phép phát hành anime tại khu vực Đông Á và Đông Nam Á.

#### Danh sách tập phim
| 1                                         | "Mahiro và cơ thể bất trị" "Mahiro to Ikenai Karada" (まひろとイケないカラダ)                    | 5 tháng 1, 2023  |
| 2                                         | "Mahiro và những ngày làm con gái" "Mahiro to Onnanoko no Hi" (まひろと女の子の日)               | 12 tháng 1, 2023 |
| 3                                         | "Mahiro và cuộc gặp bất ngờ với người lạ" "Mahiro to Michi to no Sōgū" (まひろと未知との遭遇)    | 19 tháng 1, 2023 |
| 4                                         | "Mahiro và người bạn mới" "Mahiro to Atarashii Tomodachi" (まひろとあたらしい友達)               | 26 tháng 1, 2023 |
| 5                                         | "Mahiro, sự thuyết giáo và lời mời" "Mahiro to Hodō to Osasoi to" (まひろと補導とお誘いと)       | 2 tháng 2, 2023  |
| 6                                         | "Mahiro và học sinh cấp 2 lần hai" "Mahiro to Futatabime no Chūgakusei" (まひろと二度目の中学生) | 9 tháng 2, 2023  |
| 7                                         | "Mahiro và sự nhập vai" "Mahiro to Roleplay" (まひろとロールプレイ)                              | 16 tháng 2, 2023 |
| 8                                         | "Mahiro và lần đầu họp hội con gái" "Mahiro to Hajimete no Onagokai" (まひろとはじめての女子会)  | 23 tháng 2, 2023 |
| 9                                         | "Mahiro và năm hết tết đến" "Mahiro to Nenmatsunenshi" (まひろと年末年始)                        | 2 tháng 3, 2023  |
| 10                                        | "Mahiro nhận thức về ngực" "Mahiro to Oppai to Aidentiti" (まひろとおっぱいとアイデンティティ)   | 9 tháng 3, 2023  |
| 11                                        | "Mahiro và sở thích con gái" "Mahiro to Joshi no Tashinami" (まひろと女子のたしなみ)             | 16 tháng 3, 2023 |
| 12                                        | "Kết quả và tương lai của Mahiro" "Mahiro to Oshimai to Korekara" (まひろとおしまいとこれから)   | 23 tháng 3, 2023 |
| * Tựa đề tiếng Việt được lấy từ Bilibili. |                                                                                                  |                  |

## Đón nhận
Vào tháng 8 năm 2018, bộ truyện đứng hạng năm tại hạng mục WEB Manga thuộc giải Tsugi ni kuru Manga Taishō 2018. Tháng 10 năm 2019, truyện được xếp hạng chín tại giải "Tổng tuyển cử WEB Manga 2019" (WEBマンガ総選挙2019). Truyện cũng đứng thứ sáu tại giải Anime-ka Shite Hoshii Manga Ranking vào năm 2020 và đứng hạng bảy cùng giải vào năm 2021.
Tính đến tháng 4 năm 2022, lượng phát hành của Onii-chan wa Oshimai! đạt 500.000 bản, trong đó bao gồm bản vật lý và bản điện tử.

### Sự tiếp nhận quan trọng
Bộ truyện đã nhận được những đánh giá tích cực và được người xem tại Nhật Bản xếp hạng là anime truyền hình được đánh giá cao nhất của mùa Đông 2023 trên cả Niconico và trang web xếp hạng anime Anikore.jp. Một nhà phê bình bằng tiếng Nhật, viết cho 4Gamer.net, đã bày tỏ những quan điểm tích cực về phong cách âm nhạc và nghệ thuật của nó. Shoki Ota, người viết cho KAI-YOU, cho biết bộ truyện rất đáng chú ý vì mô tả tỉ mỉ cuộc sống hàng ngày và nói, "Mặc dù nó có thể không dành cho tất cả mọi người do chủ đề hoán đổi giới tính, nhưng nó có cảm giác như một tác phẩm cô đọng giữa 'lễ hội anime' gần đây, khiến nó trở thành một bộ phim không thể bỏ qua trong mùa này".
Trong phạm vi đưa tin bằng tiếng Anh của bộ truyện, các phản hồi phê bình dành cho anime Onimai là trái chiều mặc dù xếp hạng lại cao. Một số nhà phê bình chỉ trích chủ đề và lolicon, đồng thời ca ngợi hoạt hình và âm nhạc, những thứ gần như được mọi người coi là có chất lượng vượt trội. Rebecca Silverman nhẹ nhàng hơn trong những lời chỉ trích của mình, mô tả fan service là "tương đối trầm lắng" nhưng tuyên bố rằng tiền đề tường thuật là "xấu tính" và được mô tả là không thoải mái khi xem và phung phí tiềm năng của nó.
Kim Morrissy, người đánh giá anime cho Anime News Network, tỏ ra tích cực hơn khi nói rằng "Onimai là anime hay nhất của mùa." Morrissy hết sức khen ngợi cách sản xuất tường thuật, hài hước, nghệ thuật và hoạt hình, đặc biệt là tác phẩm của đạo diễn loạt phim Shingo Fujii, người trước đây đã từng làm việc cho Precure. Họ cũng mô tả câu chuyện là có liên quan rộng rãi vì chủ đề được nhận thức là ngày càng chấp nhận những thay đổi cá nhân đáng kể. Sakugablog cũng đề cập đến Onimai nhiều lần trong Giải thưởng Hoạt hình Sakugabooru 2023 cho Chương trình hay nhất, Thiết kế hoạt hình hay nhất và các hạng mục khác.

### Mức độ phổ biến
Vào tháng 2 năm 2023, người hâm mộ Onimai đã gửi rất nhiều quà tặng đến nhân viên của Studio Bind, xưởng sản xuất anime, đạo diễn bộ truyện Shingo Fujii đã đăng những bức ảnh này trong một tweet bày tỏ lòng cảm ơn vì sự hỗ trợ.